# Reesom Haile
Reesom Haile, auch Reʼesom Hāyla, (Tigrinya ርእሶም ሃይለ; * 1946 in Britisch-Eritrea; † 2003 in Brüssel, Belgien) war ein eritreischer Dichter, Journalist und Dozent. Haile gilt als eine der bekanntesten Dichter seines Landes.

## Leben
Reesom Haile wurde 1946 in einer eritreischen Familie traditioneller Landwirte geboren. Eritrea stand damals unter britischer Verwaltung, bevor es ab 1961 vom Kaiserreich Abessinien (Äthiopien) annektiert und verwaltet wurde. Haile wuchs in Eritrea auf; nach Abschluss seiner Schulausbildung zog er nach Äthiopien, um dort als Fernseh- und Radiojournalist zu arbeiten. Dank eines Stipendiums konnte Haile ein BA-Studium am Babson College in Wellesley, Massachusetts (USA) aufnehmen. Anschließend absolvierte er seinen PhD in „Media Ecology“ an der Universität New York und dozierte Medienwissenschaften am Institut „The New School for Social Research“ der Universität. Da ihm aufgrund des Unabhängigkeitskrieges zwischen Eritrea und Äthiopien eine Rückkehr in sein Heimatland verwehrt blieb, arbeitete Haile für mehr als zwei Jahrzehnte als Kommunikationsberater für Entwicklungsvorhaben für Agenturen der Vereinten Nationen, Regierungen und Nichtregierungsorganisationen. Erst 1994, nach der vollständigen Unabhängigkeit Eritreas, kehrte Haile in sein Heimatland zurück.
Nach seiner Rückkehr begann Haile als Dichter zu arbeiten, um seine Gefühle gegenüber seiner Heimat nach dem langen Exil in Worte fassen können. Insgesamt schrieb Haile über 2000 Gedichte in Tigrinya, einer der Hauptsprachen des ostafrikanischen Landes. Innerhalb kürzester Zeit gewann Haile sowohl innerhalb wie außerhalb Eritreas große Beachtung und Wertschätzung für seine dichterische Arbeit. Sein späterer Freund und Übersetzer Charles Cantalupo schrieb, auf den Straßen Asmaras sei Haile stets von zahlreichen Menschen begrüßt worden, die Zeilen seiner Gedichte rezitierten.
1997 erschien sein erster Gedichtband mit dem Titel Waza Ms Qumneger Ninsae Hager, für den er 1998 den „Ramok“-Preis, den höchsten eritreischen Preis für Literatur verliehen bekam. 2000 erschien sein erster Gedichtband auf Englisch mit dem Titel We Have Our Voice bei Red Sea Press, 2002, kurz vor seinem Tod der Band We Invented the Wheel. Hailes Freund Charles Cantalupo übersetzte seine Gedichte ins Englische. 2003 starb Reesom Haile an Lungenkrebs in Brüssel.

## Dichterisches Schaffen
Reesom Haile gehört zu einer Reihe von Autoren, die ab den 1990er Jahren begannen afrikanische Poesie in afrikanischen und nicht vormals kolonialen Sprachen zu schaffen. Das Schreiben auf Tigrinya sah Haile als die stärkste Verkörperung eritreischer Kultur an, sowohl auf individueller wie gemeinschaftlicher Ebene. Thematisch war Haile bei seinen Gedichten sehr vielfältig, er deckte traditionelle wie moderne Themen ab. Auch Sprache selbst war für ein wichtiges Thema in seiner Poesie.

## Werke
- Waza Ms Qumneger Ntnsa (1997)
- Bahlna Bahlbana (1999)
- We Have Our Voice (2000)
- We Invented the Wheel (2002)